# Eparchia św. Bazylego Wielkiego w Bukareszcie
Eparchia św. Bazylego Wielkiego w Bukareszcie – eparchia Rumuńskiego Kościoła Greckokatolickiego, powstała w 2014. Pierwszym ordynariuszem został biskup Mihai Frățilă.